# Armas Reais da Inglaterra
Em heráldica, as Armas Reais da Inglaterra são um brasão adotado pela primeira vez como as armas pessoais dos reis da Casa de Plantageneta no final do século XII. Eles continuam a simbolizar a Inglaterra na mente popular (apesar de historiacamente nações nunca portarem armas, apenas pessoas) e seus monarcas. Seu escudo é: goles, três leões passant guardant or em pala, armados e linguados azure; isso significa três leões dourados idênticos (também conhecidos como leopardos) com línguas e garras azuis, andando e encarando o observador e arranjados em uma coluna contra um fundo vermelho. Esse brasão criado na Idade Média foi combinado com os da França, Escócia, Irlanda, Nassau e Hanôver de acordo com as mudanças políticas e dinásticas que a Inglaterra passou através dos séculos, porém o brasão em si não sofreu alterações desde o reinado do rei Ricardo I no final do século XII.
Emblemas reais representando leões foram usados pela primeira vez pela Dinastia Normanda, com um sistema mais formal e consistente surgindo no século XII para a heráldica inglesa. O escudo dos três leões é traçado até o Grande Selo do Reino do rei Ricardo I, que inicialmente usava um único leão rampant, ou até mesmo dois leões, porém foi permanentemente alterado em 1198 para mostrar três leões passant. O rei Eduardo III reivindicou o trono francês em 1340 e representou sua pretensão esquartelando as armas reais da Inglaterra com as da França. Esse esquartelamento foi ajustado, abandonado e restaurado intermitentemente durante a Idade Média a medida que a relação estre os dois países foi mudando. Após a União das Coroas em 1603, quando a Inglaterra e a Escócia entreram em união pessoal sob o rei Jaime VI & I, os brasões dos dois reinos foram combinados naquilo que acabou se tornando o brasão real de armas do Reino Unido. Ele aparece de forma similar para representar a Inglaterra no Brasão do Canadá e no Estandarte Pessoal Canadense da Rainha. O brasão dos três leões continuam a representar a Inglaterra em várias moedas e forma a base para vários emblemas de equipes esportivas, permanecendo como um dos símbolos nacionais da Inglaterra.
Quando as Armas Reais estão no formado de bandeira heráldica, é conhecida como Bandeira Real da Inglaterra, Bandeira das Armas Reais, Bandeira do Rei da Inglaterra ou Estandarte Real da Inglaterra. Essa bandeira é diferente da bandeira nacional da Inglaterra, a Cruz de São Jorge, em que não representa nenhuma área ou pessoa específica, mas simboliza a soberania colocada nos governantes da mesma.

## História

### Origens
Leões anteriormente foram usados pela Dinastia Normanda como emblemas reais, com brasões atribuídos sendo inventados para reis anteriores a sistematização da heráldica inglesa que ocorreu no final do século XII. Acredita-se que o rei Henrique II usou um brasão com dois leões; seus filhos experimentaram com diferentes combinações de leões. Ricardo I usou um único leão rampant, ou talvez dois affrontés, em seu primeiro selo, porém acabou usando três leões passant em seu Grande Selo de 1198, assim estabelecendo o duradouro desenho das Armas Reais da Inglaterra. Os três leões or passant guardant em campo goles foram usados como Armas Reais pelos reis João, Henrique III, Eduardo I e Eduardo II.

### Desenvolvimento
Após a morte do rei Carlos IV de França em 1340, Eduardo III de Inglaterra afirmou uma reivindicação ao trono francês através de sua mãe Isabel de França. Além de iniciar a Guerra dos Cem Anos, Eduardo expressou sua reivindicação na forma heráldica ao esquartelar o brasão da Inglaterra com o brasão da França. Esse esquartelamento continuou até 1800, com intervalos entre 1360 e 1369 e também de 1420 a 1422.
Após a morte em 1603 da rainha Isabel I, o trono inglês foi herdado pela escocesa Casa de Stuart, resultando na União das Coroas; o Reino da Inglaterra e o Reino da Escócia entraram em união pessoal sob o rei Jaime VI & I. Como consequência, as armas reais da Inglaterra e da Escócia foram combinadas no novo brasão pessoal do rei. Mesmo assim, apesar de fazer referência a união pessoal com a Escócia, as Armas Reais da Inglaterra permaneceram diferentes das Armas Reais da Escócia até os dois reinos terem se unido em 1707 sob a rainha Ana, levando à criação do brasão real da Grã-Bretanha.
| Escudo | Período                       | Descrição |
| ------ | ----------------------------- | --- |
|        | 1154–1189                     | Henrique II não tem nenhum brasão diretamente atribuído a ele. Baseado naqueles usados por usa família próxima, foi deduzido que ele provavelmente usava dois leões passant (cores desconhecidas). João pode ter usado o mesmo brasão enquanto ainda era apenas Lorde da Irlanda. Apenas posteriormente que Henrique II passou a ser associado com as armas que agora designam o Ducado da Normandia: goles, dois leões passant guardant or em papa. |
|        | 1189–1198                     | As armas de Ricardo I são conhecidas a partir de dois selos, assim as cores não podem ser determinadas. Seu primeiro Grande Selo mostrava um leão em uma metade de um escudo. É debatido se isso deveria representar dois leões combatant ou um único leão, e se a última for a correta, se o lado que o leão está virado é relevante ou apenas uma liberdade artística. É mais provável que tenha sido um único leão rampant.                       |
|        | 1198–1340 1360–1369           | As armas do segundo Grande Selo de Ricardo I, usada por todos os seus sucessores (João, Henrique III, Eduardo I e Eduardo II) até 1340: goles, três leões passant guardant or em pala. |
|        | 1340–1360 1369–1395 1399–1406 | Eduardo III adotou as Armas Reais da França (azure, semé de flores-de-lis or) e as esquartelou com o brasão da Inglaterra – representando sua reivindicação ao trono francês. O brasão francês, sendo superior na escala feudal, ocupou os quartéis I e IV de maior honra. |
|        | 1395–1399                     | Ricardo II impalou as armas inglesas com as armas atribuídas ao rei Eduardo, o Confessor, colocando-a no lado dexter de maior honra. |
|        | 1406–1422                     | Henrique IV, imitando Carlos VI de França, reduziu as flores-de-lis para apenas três. |
|        | 1422–1461 1470–1471           | Henrique VI empalou as armas inglesas e francesas simbolizando a dupla monarquia da França e Inglaterra, mostrando as armas francesas no lado dexter de maior honra. |
|        | 1461–1470 1471–1554           | Eduardo IV restaurou as armas de Henrique IV, e elas foram usadas por seus sucessores Eduardo V, Ricardo III, Henrique VII, Henrique VIII e Eduardo VI. Apesar de Henrique VIII ter tornando-se também Rei da Irlanda, o brasão não foi alterado para representar o Reino da Irlanda. |
|        | 1554–1558                     | Maria I se casou com o rei Filipe II de Espanha e eles empalaram suas armas, com as espanholas ficando no lado dexter de maior honra. |
|        | 1558–1603                     | Isabel I restaurou as armas de Henrique IV. |
|        | 1603–1649 1660–1689           | O rei Jaime VI da Escócia herdou os tronos inglês e irlandês em 1603 na União das Coroas como Jaime I, esquartelando as Armas Reais da Inglaterra com as da Escócia. As Armas Reais da Irlanda foram adicionadas pela primeira vez. Este brasão foi usado por Carlos I, Carlos II, Jaime II e Ana, sendo a última versão das armas reais usadas antes de serem subsumidas no brasão real da Grã-Bretanha.                                            |
|        | 1689–1694                     | Jaime II foi deposto e substituído por sua filha Maria II e seu sobrinho e genro Guilherme III. Como co-monarcas, eles impalaram suas armas. Guilherme usava as armas reais com o escudo de Nassau (casa real a qual pertencia): azure billetty or, um leão rampant armado e linguado goles, enquanto Maria usava o brasão real sem diferenciamento.                                                                                                 |
|        | 1694–1702                     | Após a morte de Maria II, Guilherme III reinou sozinho e usou apenas as suas armas. |
|        | 1702–1707                     | Ana herdou o trono após a morte de Guilherme III e restaurou as armas de Jaime I. |

### União com a Escócia e Irlanda

O atual brasão real de armas do Reino Unido, usado desde 1953.

Os reinos da Inglaterra e Escócia foram unidos em 1 de maio de 1707 com o Tratado de União para forma o Reino da Grã-Bretanha; isso foi refletido impalando as armas da Inglaterra em um único quartel. A reivindicação ao trono francês continuou, apesar de passivamente, até a Revolução Francesa e a formação da Primeira República Francesa em 1792. Durante as negociações de paz na Conferência de Lille de julho a novembro de 1797, os representantes franceses exigiram que os britânicos abandonassem o título de Rei da França como condição de paz. O Ato de União de 1800 uniu a Grã-Bretanha e a Irlanda para formar o Reino Unido da Grã-Bretanha e Irlanda. Sob o rei Jorge III, uma proclamação em 1 de janeiro de 1801 estabeleceu os novos títulos e estilos junto com o novo brasão, removendo o quartel francês e colocando as armas da Inglaterra, Escócia e Irlanda no mesmo nível estrutural, com as armas de Hanôver sendo movidas para um escudo interior.

### Atualmente
A heráldica inglesa floresceu como arte por volta do século XVII, quando assumiu uma função principalmente cerimonial. As Armas Reais da Inglaterra continuaram a incorporar informações relativas a história inglesa. Apesar do Tratado de União de 1707 ter colocado a Inglaterra dentro da Grã-Bretanha e levado a criação de um novo brasão, as armas da Inglaterra permaneceram como um símbolo nacional, possuindo uma variedade de usos. Por exemplo, os brasões da The Football Association e da England and Wales Cricket Board possuem três leões rampant baseados nas armas reais históricas. Em 1997 e novamente em 2002, a Royal Mint emitiu a moeda de uma libra esterlina com os três leões para representar a Inglaterra. Para comemorar o Dia de São Jorge em 2001, a Royal Mint emitiu selos com o brasão coroado e as armas reais.

## Outras partes
Vários acessórios foram adicionados e modificados ao escudo por diferentes monarcas. Isso inclui o timbre (com paquife, elmo e coroa), suportes (com um compartimento), lema e o emblema de uma ordem de cavalaria. Esse vários componentes completam o brasão de armas.

### Timbre

O timbre original de Eduardo III, um elmo usando um chapeau e com um manto vermelho forrado em erminho.

A primeira adição ao escudo foi na forma de um timbre colocado acima. Foi no reinado de Eduardo III que o timbre começou a ser amplamente usado na heráldica inglesa. Sua primeira representação foi no terceiro Grande Selo de Eduardo, que mostrava um elmo acima das armas e nele um leão passant guardant sobre um chapeau, com uma coroa real em sua cabeça. O desenho passou por leves alterações até assumir sua atual forma no reinado de Henrique VIII: a Coroa Real proper, nela um leão statant guardant or, coroado real e também proper.
A forma exata da coroa no timbre variou com o tempo. Até o reinado de Henrique VI ela era geralmente mostrada como um diadema aberto adornado com flores-de-lis ou folhas estilizadas. Em seu primeiro selo para assuntos estrangeiros o desenho foi alterado para um diadema decorado por cruzes páteas e flores-de-lis alteranados. A partir do reinado de Eduardo IV a coroa tinha um único arco, alterada para dois arcos no reinado de Henrique VII. O desenho variou nos detalhes até o final do século XVII, desde então consistindo em um diadema cheio de joias, acima estando alternadas as cruzes e as flores-de-lis. Um gorro de veludo carmesim é mostrado dentro da coroa, com seu revestimento de arminho aparecendo na base da coroa. O formato dos arcos da coroa já foi representado de formas diferentes ao longo do tempo, ajudando a datar a versão do timbre.
O elmo original tinha um simples desenho de ferro, algumas vezes com detalhes em ouro. Foi apresentado durante o reinado de Isabel I um padrão de elmo único às Armas Reais. Esse é um elmo dourado com um visor em barras encarando o observador. O manto decorativo estilizado que pende do elmo era originalmente de tecido vermelho com erminho, porém Isabel alterou para um tecido de ouro forrado com erminho.

### Suportes

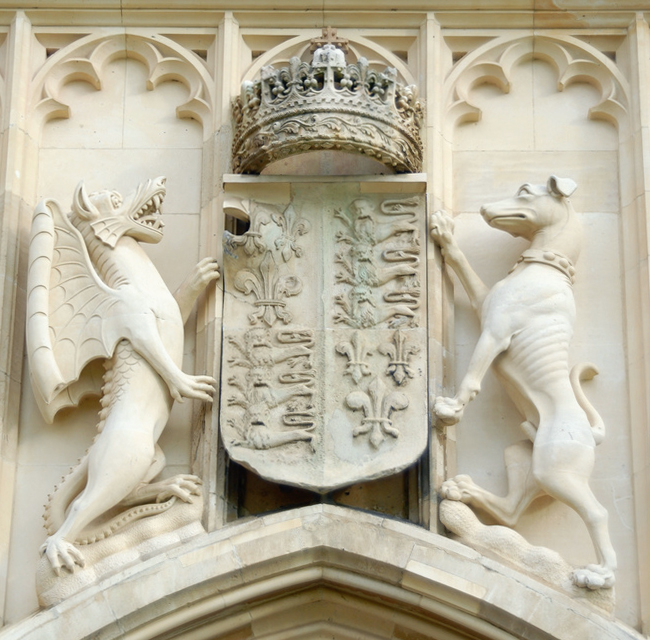
Suportes, como o dragão e o cão de caça, vistos aqui no King's College de Cambridge, podem identificar monarcas específicos e ajudar na datação de prédios antigos.

Suportes de animais, colocados nos dois lados do escudo para segurá-lo e protegê-lo, apareceram na heráldica inglesa pela primeira vez no século XV. Originalmente, não eram considerados partes integrais das armas, sendo sujeitos e frequentes mudanças. Os suportes entraram sob a regulamentação do College of Arms durante o período Tudor. Os arautos da época também criaram anacronicamente suportes para monarcas anteriores, mesmo que tais nunca tivessem sido usados e que também acabaram sendo colocados em prédios ou monumentos completados após as mortes desses reis, como a Capela de São Jorge no Castelo de Windsor.